# Kelet-Közép-Európa
Kelet-Közép-Európa Közép-Európa keleti felét, a Németország és keleti szláv nyelvterület között elhelyezkedő országokat jelenti. Magyarország Kelet-Közép-Európában van, annak szerves része (a sokszor, a régi, hidegháborús gondolkodás alapján történő "kelet-európai" elhelyezés helyett). Többféle értelmezése létezik, földrajzi, politikai, kulturális szempontok alapján, de többnyire a közép-európai volt szocialista országokat értik alatta. Benne döntően a közép-európai időt használják.

## Az elnevezés eredete
Az elnevezés az 1970-es évek végétől kezdve vált népszerűvé, amikor a régió több értelmiségi személyisége Bibó István, Szűcs Jenő Czesław Miłosz és Milan Kundera a Kelet-Európa kifejezéssel szembeállítva kezdte használni.

## Értelmezései
A legszűkebb értelmezés szerint Kelet-Közép-Európa Lengyelországot, Csehországot, Szlovákiát és Magyarországot, azaz a visegrádi országokat jelenti (bár Csehországot ritkább esetben Nyugat-Közép-Európa országai között is említik, történelmi okokból). Mellettük gyakran idesorolják Szlovéniát is, bár egyes felosztások szerint – osztrák tartományi múltja és alpesi fekvése miatt – Nyugat-Közép-Európához tartozik, illetve ritkábban – jugoszláv utódállamként – Délkelet-Európa országai között is említik.  Romániát és Horvátországot is szokás kelet-közép-európai országnak tekinteni, bár előbbinek a Kárpátokon kívüli területei inkább Délkelet- vagy Kelet-Európához sorolhatók, utóbbinak pedig a Szávától délre eső területei Délkelet-Európához tartoznak. Időnként a térség országai között említik még Litvániát is, amely más felosztások szerint a többi balti országgal együtt Észak-Európa része.
Néhány országnak bizonyos részei sorolhatók Kelet-Közép-Európához: a délkelet-európai Szerbiából a Vajdaság, a kelet-európai Ukrajnából Kárpátalja, Bukovina és Kelet-Galícia, Oroszországból a Kalinyingrádi terület, Fehéroroszországból a hrodnai és a breszti terület.
Kulturális és történelmi értelemben Kelet-Közép-Európának tekintik azokat az országokat, amelyek az Elbától keletre találhatók, de a nyugati kultúrkörhöz tartoznak (a katolikus, illetve kisebb részben a protestáns kereszténység terjedt el). Ez az értelmezés elsősorban az ortodox kelet-európai és balkáni országoktól különíti el a régiót. Ebben az esetben a visegrádi országokon és Szlovénián túl ide sorolandó Horvátország, valamint a három balti állam: Észtország, Lettország, Litvánia, ugyanakkor nem tartozik ide Románia. Ebben az értelemben használatos, bár kissé szokatlan elnevezés a Nyugat-Kelet-Európa, illetve „kompországok” néven is emlegetik ezeket az államokat. 
Nagy vagy, én népem, nagy vagy, én népem: ezer éve élsz folytonos harcban Európával, csapatokat gyűjtöttél közben, holott véreztél. De a gondolatot nem engedted győzedelmeskedni gyermekeid koponyáin, úgy élsz Európa közepén, mint eleven tiltakozás az állati élet megszűzietlenítése ellen. És hogy most utolsó dátuma járt le az Időnek, hatalmasabban kelsz fel, mint valaha: zajlik a tatárság a Kárpátok alatt. Kompország megindult dühösen Kelet felé újra: egy kis sarka leszakadt a kompnak, ott maradt a nyugati partok táján vagy tízezer emberrel; mi lesz ezekkel?
Időnként Ausztriát és Németország keleti tartományait is ide sorolják.
Más történelmi és politikai szempontok szerint azokat az országokat sorolják ide, amelyekben a második világháborút követően épültek ki a szocialista rendszerek, tehát az 1940-ben megszállt balti országokat, az egykori NDK-t, valamint – Görögország és Törökország kivételével – Délkelet-Európa országait is. Időnként magát a Közép-Európa elnevezést is használják ebben az értelemben, nem sorolva Közép-Európához a nyugat-közép-európai országokat. Ez az értelmezés, amely közel áll a Közép- és Kelet-Európa fogalomhoz, főképp a volt Szovjetuniótól kívánja elkülöníteni az említett országokat.
Gyakran mondanak helyette tévesen Közép-Kelet-Európát, ami szó szerint Kelet-Európa középső részét jelentené, de elterjedt értelmezésében inkább a Közép- és Kelet-Európa elnevezés leegyszerűsített alakjának tekinthető.
[forrás?]